# مکیره (استان تیزی وزو)
مکیره (به عربی: مكيرة) یک شهرداری در الجزایر است که در استان تیزی وزو واقع شده‌است.